# Edward Greene (strzelec)
Edward Alonzo Greene (ur. 19 sierpnia 1875 w Fort Gaines, zm. 23 lutego 1957 tamże) – amerykański strzelec, olimpijczyk.
Pochodził z rodziny wojskowej. W 1908 roku był porucznikiem w US Marine Corps, lecz finalnie dosłużył się stopnia pułkownika. Pełnił służbę m.in. na Kubie, Haiti i we Francji.
Greene wystąpił na Letnich Igrzyskach Olimpijskich 1908 w dwóch konkurencjach. Uplasował się na 24. pozycji w karabinie dowolnym z 1000 jardów i na 16. miejscu w karabinie dowolnym z 1000 jardów.

## Wyniki

### Igrzyska olimpijskie
| Igrzyska | Konkurencja                          | Wynik                  | Miejsce | Źródło |
| -------- | ------------------------------------ | ---------------------- | ------- | ------ |
| IO 1908  | Karabin dowolny, 1000 jardów         | 84 pkt.                | 24      | [ 1 ]  |
| IO 1908  | Karabin dowolny, trzy postawy, 300 m | 792 pkt. (326–276–190) | 16      | [ 2 ]  |